# Karel Rychlík
Karel Rychlík   (Benešov, 16 d'abril de 1885 - Praga, 28 de maig de 1968) va ser un matemàtic txec.

## Vida i Obra
Els seus pares es van traslladar sovint de localitat i va fer els estudis bàsics a les poblacions de Vlašim, Chrudim, Benešov i, finalment, Praga. De 1904 a 1907 va estudiar física i matemàtiques a la Universitat Carolina de Praga, on va rebre la influència de Karel Petr i el curs següent va ampliar estudis a la Sorbona on es va interessar pels cursos d'anàlisi matemàtica de Jacques Hadamard i d'Émile Picard. El 1909, va obtenir el doctorat a Praga amb una tesi examinada pels professors Karel Petr i Jan Sobotka.
Des de 1909 fins a 1913 va ser professor de la Universitat Carolina i el 1913 va ser nomenat professor de la Universitat Tècnica de Praga en la qual va romandre fins a la seva jubilació el 1946.
Els principals camps de treball de Rychlik van l'anàlisi matemàtica i la teoria de nombres. En el primer camp va demostrar de forma rigorosa la no diferenciabilitat d'una funció proposada per Bernard Bolzano (1922). En el segon camp va treballar sobre la divisibilitat dels nombres racionals, sobre els nombres p-àdics i sobre la teoria de la valoració.
A més dels llibres de text i divulgació que va escriure, també cal destacar els seus treballs en història de les matemàtiques, entre els quals hi ha treballs importants sobre la obra de Bernard Bolzano.